# 超級女声
超級女声（超级女声、Chāojí nǚshēng; Super Girl スーパーガール）は2004年から湖南テレビ(zh)で放送されている中華人民共和国のテレビ番組。2年間の中断後、2009年に名称を「快楽女声」と変えて再開した。

## 概要
この番組はアメリカンアイドル・ポップアイドルなどのリアリティ番組を参考に制作され、18歳以上の女性が対象となっている。各地区にて予選を行い、湖南省で行われる決戦大会に臨み、優勝者を決める。なお、投票はメール投票により、脱落者を決める。
日本でもCCTV-9で現地と数日遅れで放送されていたが、同チャンネルはスカイパーフェクTV!などから撤退したため終了した。

## シーズン1（2004年）
幕開けとなったシーズン1は4つの地区で決勝大会を行い、優勝者と審査員推薦の5名により決戦大会が行われた。結果は次のとおり。
- 優勝：安又琪
- 準優勝：王媞
- 第3位：張含韵
- 第4位：Strings
- 第5位：孫一卜

## シーズン2（2005年）

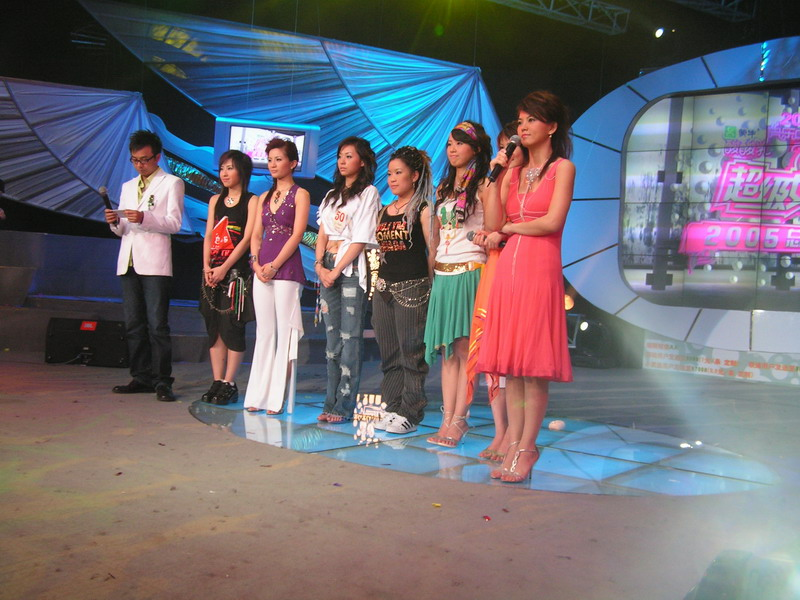
スタジオ風景（左が司会の李湘、右が汪涵）

この年から蒙牛が冠スポンサーになり、新たにスタートした。
- 優勝：李宇春
- 準優勝：周筆暢
- 第3位：張靚穎
- 第4位：何潔
- 第5位：紀敏佳

## シーズン3（2006年）
- 優勝：尚雯婕
- 準優勝：譚維維
- 第3位：劉力揚
- 第4位：艾夢萌
- 第5位：厲娜

## 2009快楽女声
- 優勝：江映蓉
- 準優勝：李霄雲
- 第3位：黄英
- 第4位：郁可唯
- 第5位：劉惜君